# Al-Muhajirín
Al-Muhajrín (en árabe, المهاجرين) o Al-Mouhajirin es un distritos municipal de Damasco (Siria) al oeste de la ciudad. Se encuentra a los pies del Monte Qasiun. La zona sobre la que se asienta se conocía antiguamente como taht alradadyn (تحت الردادين). Su nombre proviene de Al-Muhajirun «los emigrantes», en honor a los primeros conversos del islam que migraron con Mahoma. En el distrito contrastan los barrios de clase media-alta al sur (como Abu Rummaneh) con los barrios de clase baja al norte (Al-Mastaba o Al-Marabit). Al sur se encuentra la Plaza de los Omeyas y el Río Barada. Al-Mouhajrin alberga el parque Tishreen, uno de los más verdes y extensos de Damasco.

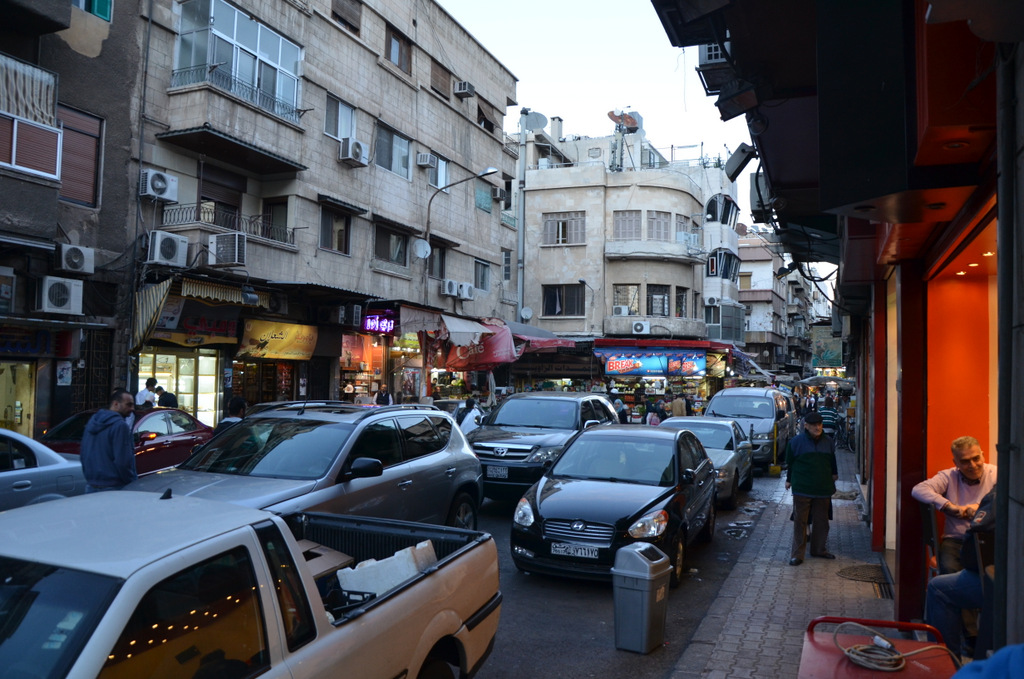
Calle Hafez Ibrahim, en el barrio de Hbubi, el distrito de Al-Muhajrin.

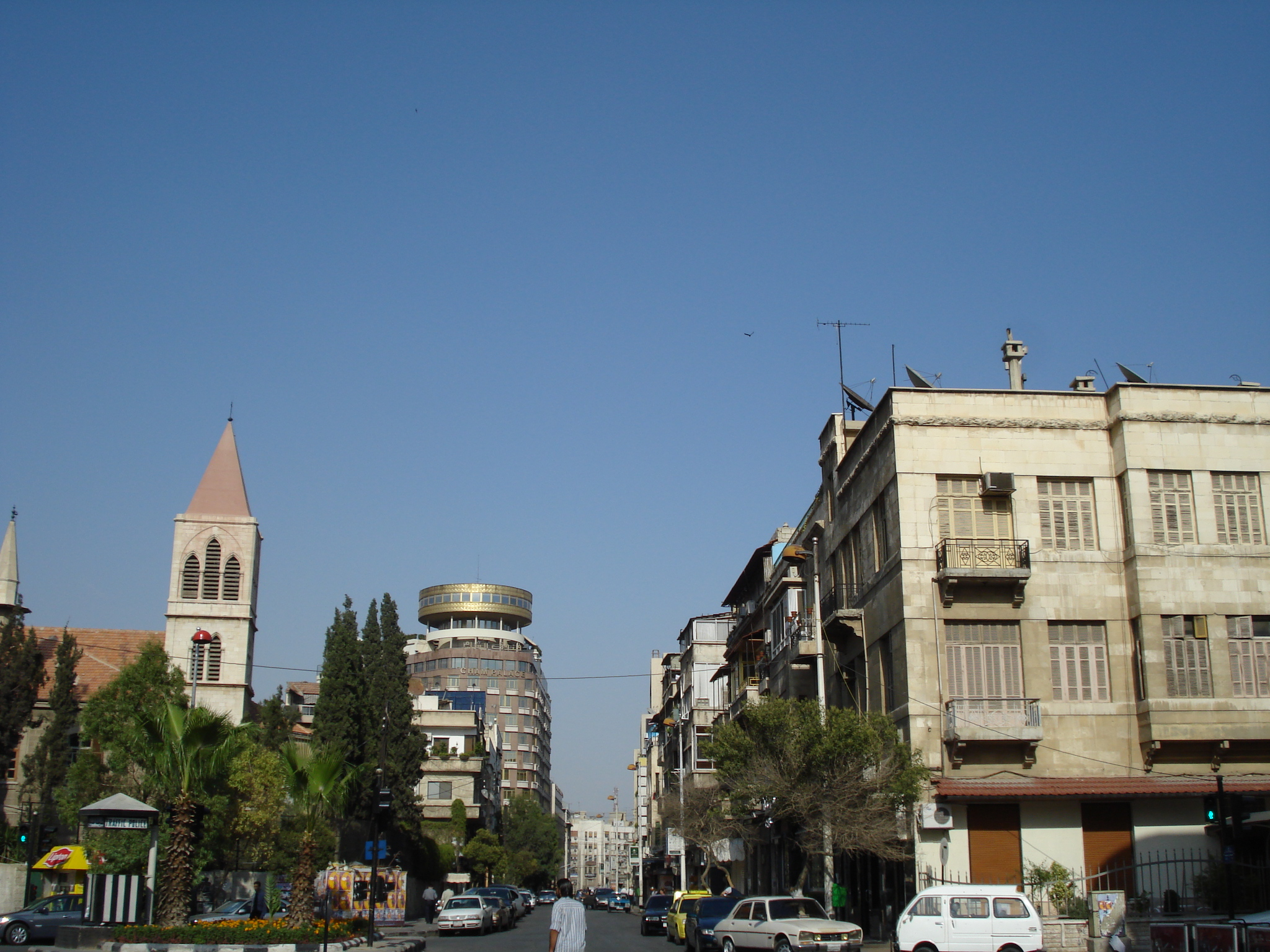

## Barrios
- Abu Rummaneh (6.421 hab.)
- Un-Haboubi (5.453 hab.)
- Al-Maliki (4.035 hab.)
- Al-Marabit (6.474 hab.)
- Al-Mastaba (9.620 hab.)
- Al-Rawda (5.671 hab.)
- Shura (17.836 hab.)